# Brasão de Manaus
O Brasão de Manaus é um dos símbolos oficiais do município de Manaus, capital do estado do Amazonas.
Foi adotado primeiramente por Adolfo Guilherme de Miranda Lisboa, à época intendente municipal por nomeação legal. O Escudo Municipal foi aprovado por Taumaturgo Vaz mediante Decreto-Lei em 17 de abril de 1906.

## Decreto
Artigo 1º. O Escudo do Município é encimado, conforme o croquis junto, por um sol com o dístico 21 de novembro de 1889, alusivo ao dia em que, nessa cidade, a antiga província aderiu à Proclamação da República.

Artigo 2º. As três seções em que se divide o escudo, representam: as duas menores, uma o encontro das águas dos Rios Solimões e Negro, dois pequenos bergantins antigos, ou o descobrimento da foz do segundo rio pela expedição de Orellana em meados do século XVI, e a outra a fundação definitiva de Manaus, em princípios do século XVII. A fortaleza e a bandeira no tope do mastro significam o domínio então português; do lado oposto, as casas de palha os primeiros fundamentos da Cidade e as duas figuras centrais, de acôrdo com a lenda, as pazes celebradas entre os índios e a metrópole pelo casamento d’uma filha do cacique com o comandante da escola militar portuguesa. Na seção maior, um trecho do rio, tendo em relêvo, na frente, uma árvore simbólica da natureza agrícola e industrial da região que tornou Manaus o grande empório da goma elástica.

## Formato
Quanto à forma do Escudo de Manaus, a mesma é híbrida, uma vez que combina as formas respectivas do escudo francês, do escudo suíço e do escudo italiano. Ele apresenta, assim, forma retangular, com linhas curvas, sua parte superior (chefe) tem duas saliências à direita e à esquerda, formando dois cantos; a parte inferior (ponta) apresenta um bico.— Silva Ugarte, Prof. Dr. em História do Amazonas (UFAM)

## Composição

### Sol que ilumina
Na parte superior do croquis, encimando o Escudo, há a figura do sol, em cujos raios (no sentido horário de um relógio redondo, em 180 graus angulares) se inscreve a divisa 21 de Novembro de 1889. Quanto a esse elemento cronológico, não se apresenta problema de interpretação, pois o artigo 1º do Decreto esclarece que o mesmo se refere à data de adesão da antiga Província do Amazonas à Proclamação da República. Quanto à figura do sol em si, a mesma já era de amplo uso em antigos brasões aristocráticos e monárquicos europeus. Além disso, a figura solar passou a fazer parte do Escudo D’Armas do Estado do Amazonas, sendo, portanto, de amplo conhecimento dos dirigentes municipais de Manaus.

### Encontro das águas
Para a seção menor do lado esquerdo do Escudo, o Decreto n. 17 evocava:
a) elementos naturais hidrográficos, ou seja, o encontro das águas dos rios Solimões e Negro;
b) elementos históricos concernentes à expedição espanhola comandada por Francisco de Orellana, em meados do século XVI (1542), cujo transporte se deu em duas embarcações tipicamente europeias, os bergantins devem ser elaborados no sentido de descida do Rio Solimões, bem como respeitando o sentido de descida das águas do Rio Negro.

### Origens
Para a seção menor do lado direito do Escudo, o Decreto n. 17 evocava elementos do núcleo humano que foi considerado a origem mais remota da cidade de Manaus:
a) o Forte de São José da Barra do Rio Negro;
b) as casas de palha de índios;
c) o encontro de um português com uma índia, representando as pazes entre os adventícios e os nativos por meio do casamento do comandante militar com a filha de um cacique.

### Riqueza
Para a seção maior do Escudo, o Decreto n. 17 evocava, mas não mencionava diretamente, a seringueira, que representava a origem da riqueza que tornara Manaus um dos grandes centros urbanos do norte brasileiro. Quanto à representação alegórica da seringueira, a mesma deve levar em conta que essa espécie botânica, embora seja altamente dispersa no interior da floresta, alcança até cinquenta metros de altura e apresenta uma copa bastante irregular, nada frondosa em comparação, por exemplo, a da castanha-da-amazônia.

## Releitura
Escudo do Município é encimado, conforme o croquis junto, por um sol com o dístico 21 de novembro de 1889, alusivo ao dia em que, nessa cidade, a antiga província aderiu à proclamação da república.
As 03 seções em que se divide o escudo, representam: as duas menores, uma, o encontro das águas dos Rios Solimões e Negro, dois pequenos bergantins antigos, ou o descobrimento da foz do segundo rio pela expedição de Orellana em meados do século XVI, e a outra a fundação definitiva de Manaus, em princípios do século XVIII. A fortaleza e a bandeira no tope do mastro significam o domínio então português; do lado oposto, as casas de palha os primeiros fundamentos da Cidade e as duas figuras centrais, de acôrdo com a lenda, as pazes celebradas entre os índios e a metrópole pelo casamento d’uma filha do cacique com o comandante da escola militar portuguêsa. Na seção maior, um trecho do rio, tendo em relêvo, na frente, uma árvore simbólica da natureza agrícola e industrial da região que tornou Manaus o grande empório da goma elástica.